# A Tribute to Die Fantastischen Vier
A Tribute to Die Fantastischen Vier ist eine Kompilation, auf der Künstler aus verschiedenen Genres erfolgreiche Songs der Stuttgarter Hip-Hop-Band Die Fantastischen Vier in ihrem jeweiligen Stil covern. Die Doppel-CD mit 36 Titeln erschien anlässlich des 20-jährigen Bestehens der Fantastischen Vier im August 2009.

## Entstehung
Das Projekt wurde von Andreas „Bär“ Läsker ins Leben gerufen, der von Anfang an Manager der Fantastischen Vier ist. Läsker ist auch auf dem Cover der CD abgebildet. Eine Limited Edition des Albums enthielt zusätzlich eine DVD mit Bildern von Fotoshootings sowie einem Gespräch zwischen Andreas Läsker und Dieter Nuhr.

## Titelliste

### CD 1
1. Revolverheld – Was geht (Version 2009)
2. Sebastian Krumbiegel – Dicker Pulli
3. Roger Cicero – Geboren
4. In Extremo – Yeah Yeah Yeah
5. 7 Faces – Sommerregen
6. Massive Töne – Picknicker
7. Mamas Gun – Die da!?!
8. Xavier Naidoo – Krieger
9. The Rattles feat. Gary Krosnoff – Ewig
10. Knorkator – G. Boren
11. Thomas Godoj – Flüchtig
12. F.R. – Le Smou
13. Puhdys – MFG
14. Scooter – Troy
15. Grossstadtgeflüster – Laut reden nichts sagen
16. Pohlmann und „Les Sauvignons“ – Was bleibt
17. Fehlfarben – Mehr geben
18. Yeti Girls – Yeah Yeah Yeah

### CD 2
1. Mario Barth – Dicker Pulli
2. Juli – Er muss raus
3. Gods of Blitz – Wie die anderen
4. Peter Maffay – Über Nacht zum Krieger gemacht
5. Sasha – Die da!?!
6. Onkel Rock 'n Roll – Sie ist weg
7. Oomph! – Ernten was wir säen
8. Christina Lux – Was bleibt
9. Karpatenhund – Paranoia Blues (Schizophren)
10. Spezializtz – 4 gewinnt
11. Pur – MFG
12. Thomas Anders – Geboren
13. Extrabreit – Krieger (Version 2009)
14. Max Mutzke – Nach dem Regen
15. Fools Garden – Ernten was wir säen
16. Karat – Sommerregen
17. Clueso – Hoffnung
18. Dieter Nuhr – Buenos Dias Messias

## Kritiken
Das Album wurde kontrovers diskutiert. Einige bemängelten die Auswahl der beteiligten Künstler, die zumeist keine erkennbare Verbindung zum deutschen Hip-Hop aufwiesen. Wenn schon der Bezug zum Hip-Hop fehle, hätten sich die Künstler an ein Rap-Cover wagen sollen. Andere werteten diese Compilation als interessanten Querschnitt durch deutsche Musikgenres. Selbst wenn das Album eingefleischte Fans der Fantastischen Vier zusammenzucken ließe, seien durch die verschiedenen Genres keine Plagiate, sondern gänzlich neue Kreationen entstanden.

## Chartplatzierungen
Das Album stieg auf dem vierten Platz in den deutschen Longplay-Charts ein und konnte sich fünf Wochen lang in den Charts halten.
| ChartsChartplatzierungen | Höchstplatzierung | Wochen |
| ------------------------ | ----------------- | ------ |
| Deutschland (GfK)        | 4 (5 Wo.)         | 5      |
| Österreich (Ö3)          | 29 (4 Wo.)        | 4      |